# 七尾駅
七尾駅（ななおえき）は、石川県七尾市御祓町にある、西日本旅客鉄道（JR西日本）・のと鉄道の駅である。

## 概要
能登地方の中心都市である七尾市の代表駅であり、同市の市街地中心部に位置し、石川県の鉄道駅で最も東にある。金沢駅からの特急列車が発着する。
1991年（平成3年）に七尾線は電化され、同時に当駅を境に運転系統の分離が行われた。七尾線のうち、JR西日本での運行は一つ北の和倉温泉駅までで、以北は第三セクター鉄道であるのと鉄道に運行が移管された。ただし、金沢・津幡方面から和倉温泉駅まで運転される列車は特急列車のみで、普通列車は七尾駅を境に金沢・津幡方面がJR西日本、和倉温泉・穴水方面はのと鉄道が運行することとなった。
したがって、七尾駅から和倉温泉駅までの間は両社の共用区間となり、JR西日本が路線の所有と特急列車の運行を、のと鉄道が普通列車の運行を、それぞれ受け持つ形となっている。
| 駅名     | 津幡駅                   | …                          | 七尾駅                   | 和倉温泉駅         | … | 穴水駅 |
| 路線名   | JR西日本 七尾線          | JR西日本 七尾線            | JR西日本 七尾線          | JR西日本 七尾線    |   |        |
| 路線名   |                          | のと鉄道 七尾線            |                          |                    |   |        |
| 特急列車 | JR西日本による運行       | JR西日本による運行         | JR西日本による運行       | JR西日本による運行 |   |        |
| 普通列車 | JR西日本による運行(電車) | JR西日本による運行(電車)   | JR西日本による運行(電車) |                    |   |        |
| 普通列車 |                          | のと鉄道による運行(気動車) |                          |                    |   |        |

表中の所属事業者および路線は以下のとおり。
- 西日本旅客鉄道（JR西日本）
  - 七尾線（津幡駅 - 和倉温泉駅間、59.5 km）
- のと鉄道
  - 七尾線（七尾駅 - 穴水駅間、33.1 km）[4]

なお、当駅は両事業者の共同使用駅という扱いになるが、JR西日本で管理し、のと鉄道乗車券の委託販売もしている。また、JR七尾線（中津幡駅 - 和倉温泉駅間各駅）の管理・運営を行う七尾鉄道部が置かれている。
事務管コードは▲541819を使用している。

## 歴史
1898年（明治31年）に七尾鉄道（現・七尾線）の駅として現在位置とは異なる場所（北緯37度02分19秒 東経136度58分17秒 / 北緯37.03871度 東経136.97149度）にて開業し、1925年（大正14年）に現在地に移転。
国鉄時代には隣接して七尾機関区が置かれたほか、七尾港までの貨物支線が敷設され、能登地方における鉄道の中心地であった。

### 年表
- 1898年（明治31年）4月24日：七尾鉄道の駅として、津幡駅（現・本津幡駅） - 矢田新駅（後の七尾港駅）間開通時に開業[1][7][8]。当駅 - 矢田新駅間は貨物線として開業[7]。
- 1904年（明治37年）11月10日：当駅 - 矢田新駅間の旅客営業を開始[7][8][9]。
- 1907年（明治40年）9月1日：七尾鉄道が国有化[7][8]。官営鉄道の駅となる。
- 1909年（明治42年）10月12日：線路名称制定、七尾線の所属となる[7][10]。
- 1925年（大正14年）12月15日：七尾線が和倉駅（現在の和倉温泉駅）まで延伸[10]。それに伴い、現在の七尾市本府中町から現在地に移転[8][11]。
- 1929年（昭和4年）12月5日：当駅 - 七尾港駅間の旅客営業を廃止[7][8]。
- 1972年（昭和47年）3月15日：みどりの窓口の営業を開始[12]。
- 1982年（昭和57年）11月15日：七尾－和倉駅間で分岐していた住友セメント七尾工場の引込線廃止により、車扱貨物の取扱を廃止、旅客駅となる[8]。
- 1984年（昭和59年）2月1日：七尾港駅までの貨物支線が廃止[10]。同時に荷物の取扱を廃止[8]。
- 1987年（昭和62年）4月1日：国鉄分割民営化に伴い、西日本旅客鉄道（JR西日本）の駅となる[8]。
- 1991年（平成3年）9月1日：和倉温泉以南の電化営業開始[7]。当駅 - 輪島駅間をのと鉄道に移管[13]。
- 1994年（平成6年）5月13日：丸亀駅と親善駅となる[14]。
- 2004年（平成16年）9月17日：駅内売店「CHAO」がオープン。
- 2006年（平成18年）7月1日：七尾駅前第二地区第一種市街地再開発事業により、新バスターミナルが完成する。
- 2011年（平成23年）8月27日・28日：七尾線電化20周年記念式典・車両フェスタが敷地内で開催される。
- 2015年（平成27年）
  - 4月1日：一青窈の「ハナミズキ」が接近メロディとして使用開始[15]。
  - 7月1日：駅舎内に観光案内所が設置される[16]。
- 2016年（平成28年）5月26日：キヨスク時代から営業が続いていた駅内売店「CHAO」からブランド転換した、セブン-イレブンKIOSKJR七尾駅店がオープン。同時に1936年（昭和11年）より営業していた「松乃寿司」の駅弁販売は前日をもって終了した（後述）[要出典]。
- 2017年（平成29年）2月28日：1番のりばに青柏祭の「でか山」を描いた壁画が設置される[17][18]。
- 2021年（令和3年）
  - 1月15日：この日をもってみどりの窓口が営業を終了[2][3]。
  - 1月16日：みどりの券売機プラスの利用を開始[2][3]。
  - 3月13日：ICカード「ICOCA」の利用が可能となる（当駅 - 和倉温泉駅間で運行しているのと鉄道の車両では利用不可）[19][20][21][22]。
- 2022年（令和4年）12月4日：セブン-イレブンKIOSKJR七尾駅店が閉店。
- 2024年（令和6年）1月1日 : 能登半島地震によりホームに大きな亀裂が入るなどの被害を受けた。[23]
- 2024年（令和6年）3月15日 :ダイヤ改正において大阪駅から和倉温泉駅への直通列車が廃止されたため、七尾駅から乗り換えなしで大阪駅までのアクセスがなくなった。[24]
- 2025年（令和7年）2月26日 ：七尾市長の茶谷氏が石川県の馳知事のもとを訪れ、大阪駅-和倉温泉駅間の臨時便の復活を求める要望書を提出した。[25]

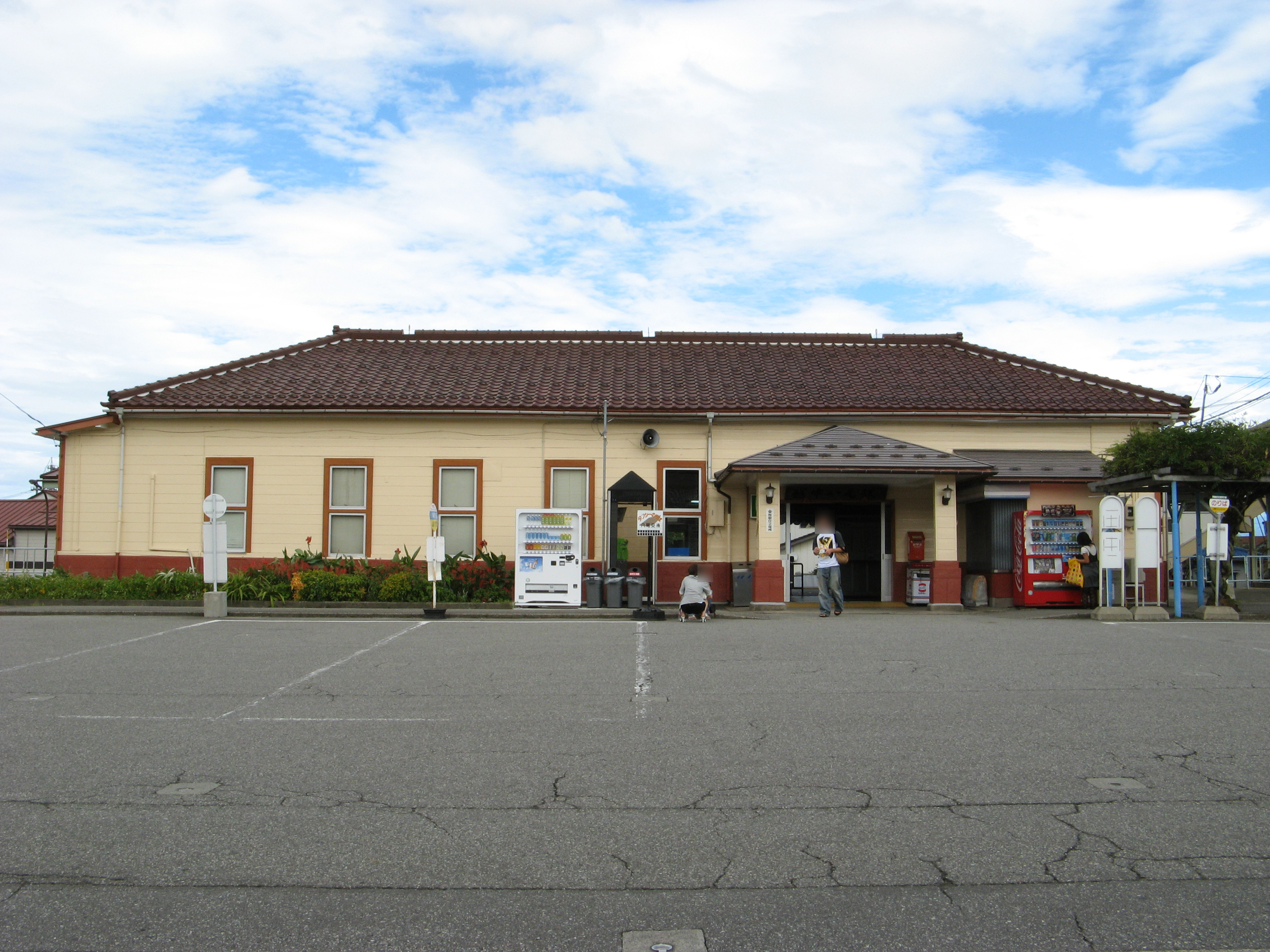
移転前の七尾駅の駅舎とされる現越中八尾駅の駅舎
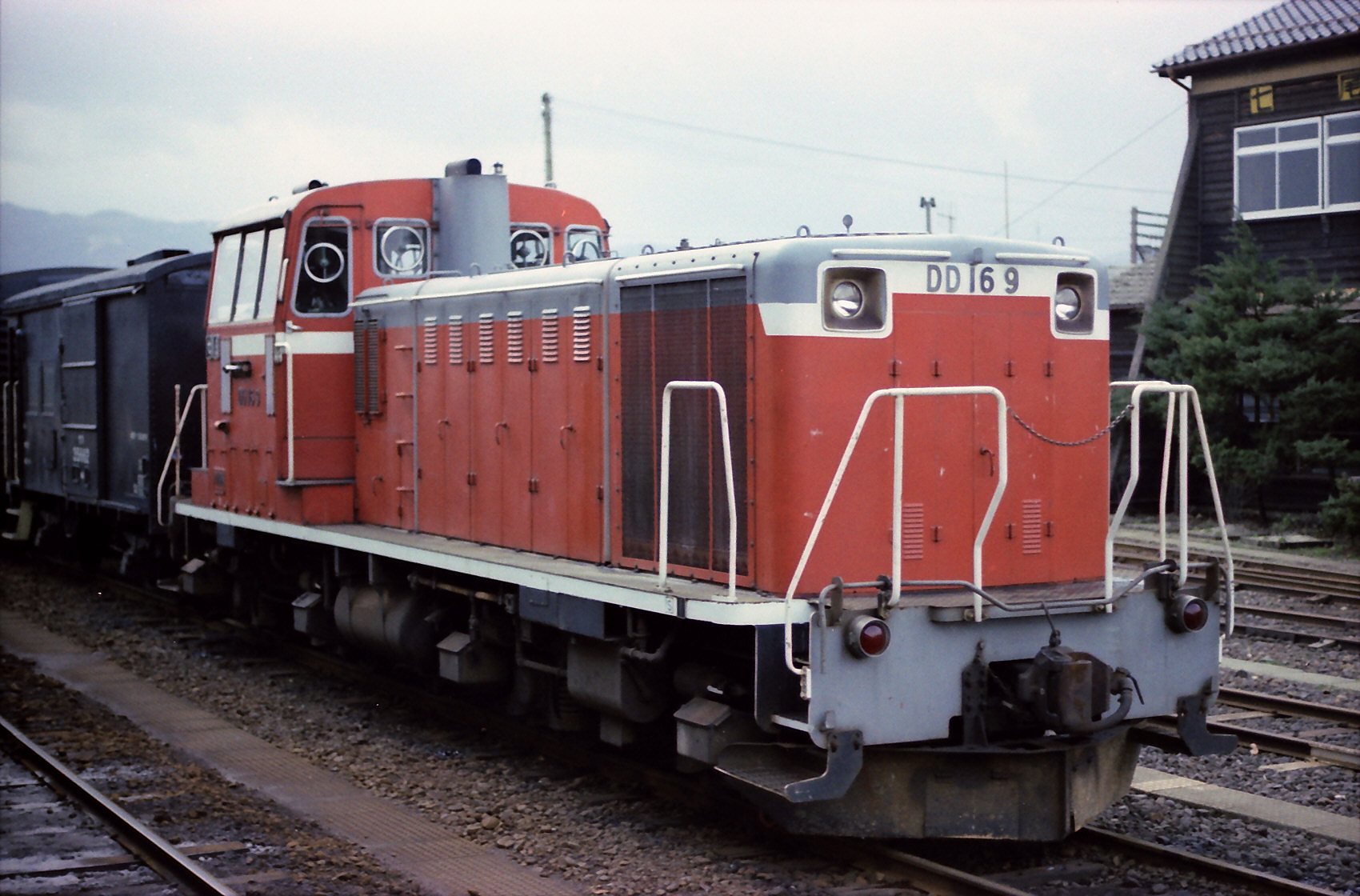
停車中のDD16機関車（1977年）
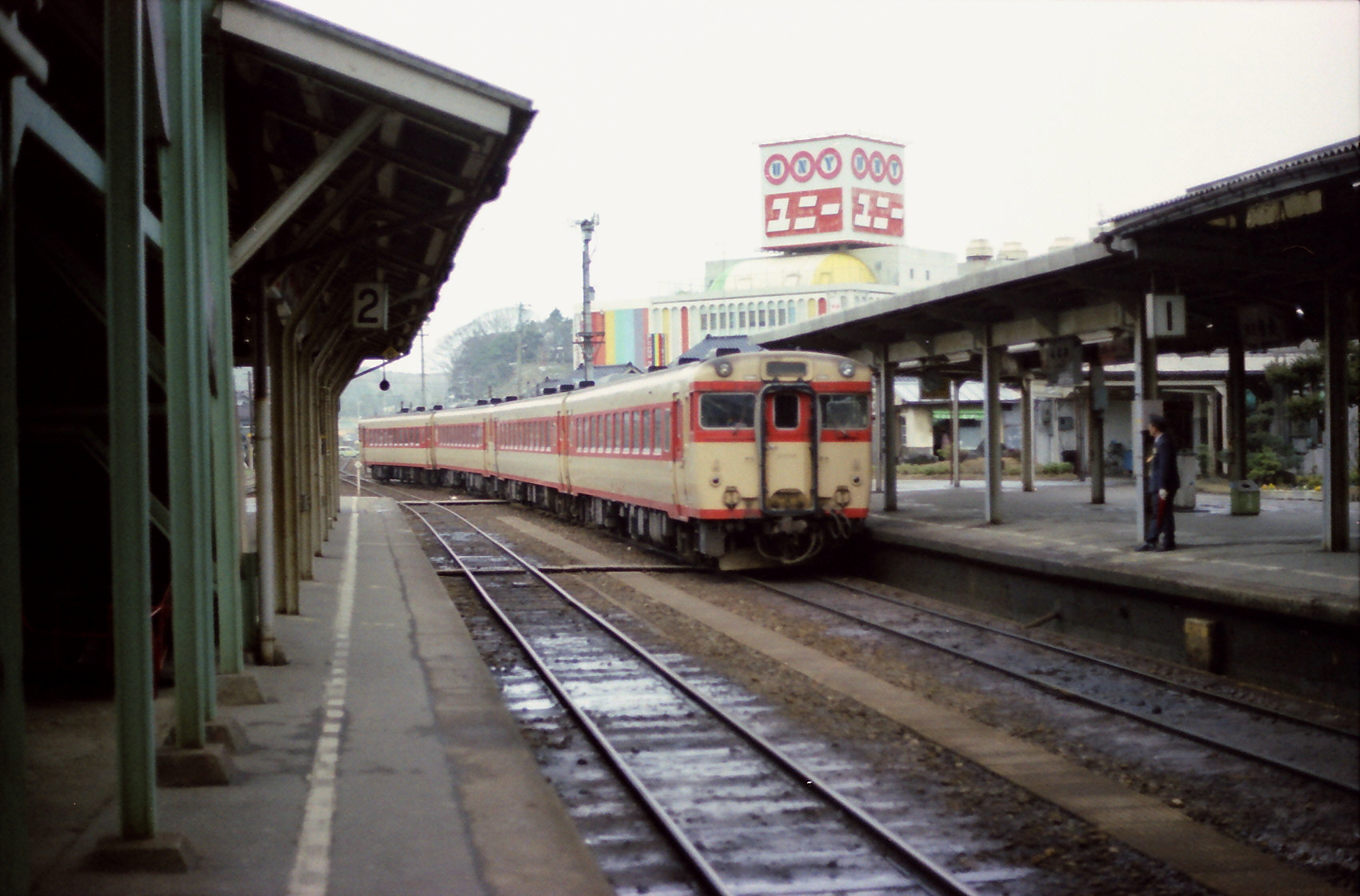
国鉄時代のホーム（1977年）

## 駅構造
地上駅で、コンクリート造りの2階建て駅舎を備える。ホームは2面4線あり、JRが単式ホーム1面1線と島式ホーム1面2線（電化）を使用し、のと鉄道が単式ホームに接する切欠きホーム1面1線（非電化）を使用している。単式・島式ホーム間は跨線橋で連絡している。構内西側には七尾鉄道部の車両留置線が敷設され、夜間滞泊が設定されている。ただし、七尾駅との入出庫は配線の都合上、1984（昭和59）年に廃止された貨物支線の一部を活用した引き上げ線を介して行われる。また、移転前まで使用された駅舎は1927年（昭和2年）、高山本線の越中八尾駅（富山県富山市）に移設し現在も使用されている。
前述の通りJR西日本の直営駅（のと鉄道側からみればJR西日本への業務委託駅）で、みどりの券売機プラス、自動券売機が設置されている。隣接してのと鉄道の自動券売機も設置されている。駅窓口は2021年1月15日限りでみどりの窓口としての営業を終了した後、のと鉄道との委託契約の関係上、2021年3月末まで暫定的にのと鉄道専用の窓口として、券売機で購入できない券種のみをJR西日本の社員が発券した。新年度となる同年4月以降、のと鉄道のりば手前にプレハブ小屋を設置し、のと鉄道職員を配置して正式に窓口として営業を開始した。ICOCAなどの交通系ICカードが利用可能となっており、JR側の改札にはIC専用の簡易改札機が設置されている。
駅施設内に喫茶店「ラポール七尾」が出店していたが、周辺に飲食・喫茶店・コーヒーショップが相次いで開業したことから2013年（平成25年）2月に閉店した。
また、駅施設内のコンビニエンスストア「セブンイレブン」も2022年(令和4年)12月4日をもって閉店した。
駅前再開発工事の完了後、駅正面に設置されていた時計が一時期撤去されたが、地域・議会の要望を受けて2011年（平成23年）2月に新設された。
北陸新幹線長野 - 金沢間開業および「花嫁のれん」運転に伴う観光需要増加のため観光案内所が2015年（平成27年）に設置され、レンタサイクルも行っている（1日500円）。

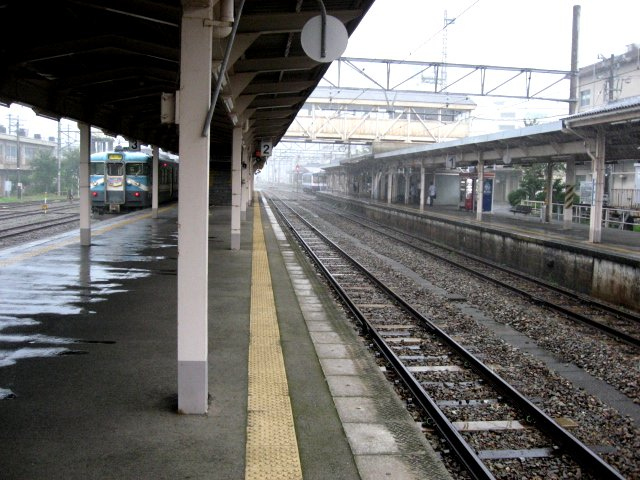
JR線ホーム（2007年8月）
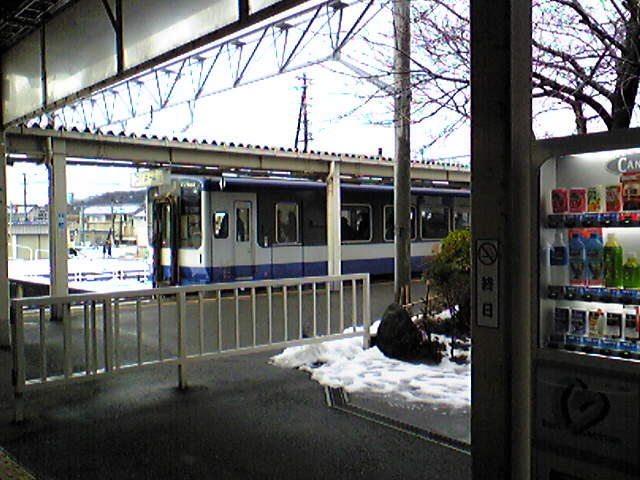
のとホーム（2007年12月）
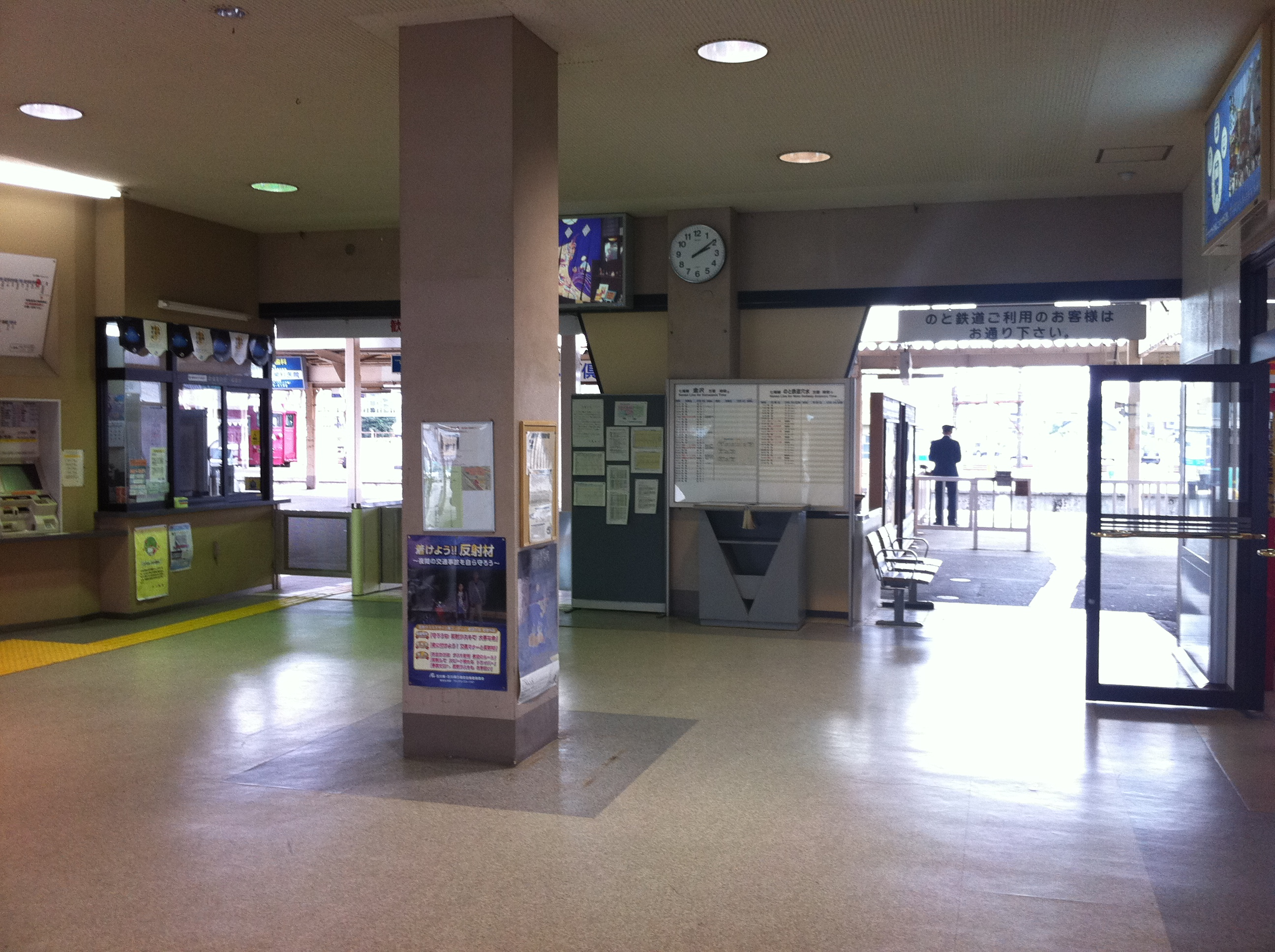
改札口（左：JR線、右：のと鉄道）
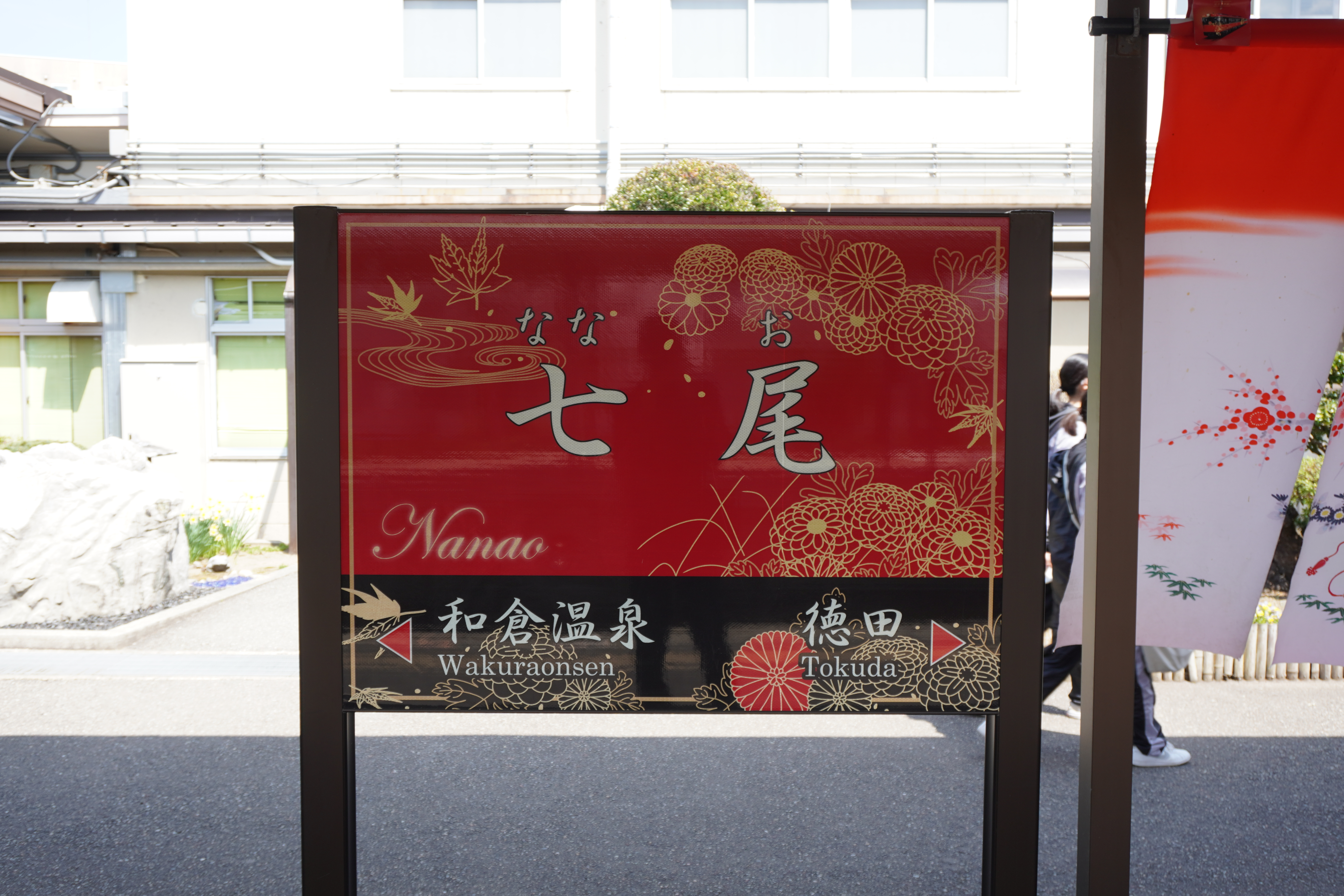
駅名標（2021年4月）

### のりば
| のりば         | 路線    | 方向 | 行先               | 備考                                                             |
| -------------- | ------- | ---- | ------------------ | ---------------------------------------------------------------- |
| JR七尾線       |         |      |                    |                                                                  |
| 1              | ■七尾線 | 下り | 和倉温泉方面       | 特急「能登かがり火」「花嫁のれん」                               |
| 1              | ■七尾線 | 上り | 津幡・金沢方面     | 普通 特急「能登かがり火」「花嫁のれん」                          |
| 2              | ■七尾線 | 上り | 津幡・金沢方面     | 普通                                                             |
| 2              | ■七尾線 | 下り | 和倉温泉方面       | 特急「能登かがり火3号」（「花嫁のれん」運転日）「花嫁のれん3号」 |
| 3              | ■七尾線 | 下り | -                  | 普通（当駅どまり）                                               |
| のと鉄道七尾線 |         |      |                    |                                                                  |
| のと           | ■七尾線 | 下り | 和倉温泉・穴水方面 | 普通 「のと里山里海号」                                          |

付記事項
- 3番のりばは到着列車（降車専用）が使用する。
- 臨時ダイヤ設定時や事故・気象などのダイヤ乱れの場合、のと鉄道の穴水方面行きがJR線ホームに発着する場合もある。
- 列車運転指令上では、1番のりばが「上り本線」、2番のりばが「中線」、3番のりばが「下り本線」、のとホームが「のと本線」となっている。

## 駅弁
かつて松乃寿司が七尾駅で販売していた駅弁は下記の通り（現在も店舗で予約購入可能）。
- 玉宝
- 特製幕の内弁当
- 朝市弁当
- ちらし寿司
- お寿司
- おにぎり

## 利用状況
近年の1日平均乗車人員は以下の通り。
| 年度                            | 乗車人員 （人/日） | 乗車人員 （人/日） | 年度 | 乗車人員 （人/日） | 乗車人員 （人/日） | 年度 | 乗車人員 （人/日）  | 乗車人員 （人/日） |
| 年度                            | JR西日本           | のと鉄道           | 年度 | JR西日本           | のと鉄道           | 年度 | JR西日本            | のと鉄道           |
| ------------------------------- | ------------------ | ------------------ | ---- | ------------------ | ------------------ | ---- | ------------------- | ------------------ |
| 1995                            | 1,962              | 1,534              | 2006 | 1,242              | 645                | 2017 | 1,157               | 357                |
| 1996                            | 1,829              | 1,018              | 2007 | 1,230              | 560                | 2018 | 1,148               | 346                |
| 1997                            | 1,689              | 1,335              | 2008 | 1,240              | 569                | 2019 | 1,144               | 366                |
| 1998                            | 1,632              | 1,268              | 2009 | 1,240              | 519                | 2020 | 1,768(のと鉄道合算) | ー                 |
| 1999                            | 1,569              | 1,229              | 2010 | 1,206              | 472                | 2021 | 1,754(のと鉄道合算) | ー                 |
| 2000                            | 1,513              | 1,168              | 2011 | 1,167              | 449                | 2022 | 1,828(のと鉄道合算) | ー                 |
| 2001                            | 1,476              | 958                | 2012 | 1,103              | 436                | 2023 |                     |                    |
| 2002                            | 1,383              | 757                | 2013 | 1,143              | 386                | 2024 |                     |                    |
| 2003                            | 1,362              | 716                | 2014 | 1,090              | 364                | 2025 |                     |                    |
| 2004                            | 1,323              | 701                | 2015 | 1,138              | 476                |      |                     |                    |
| 2005                            | 1,294              | 585                | 2016 | 1,106              | 367                |      |                     |                    |
| 出典：石川県統計書 七尾市統計書 |                    |                    |      |                    |                    |      |                     |                    |

## 駅周辺

### 東側

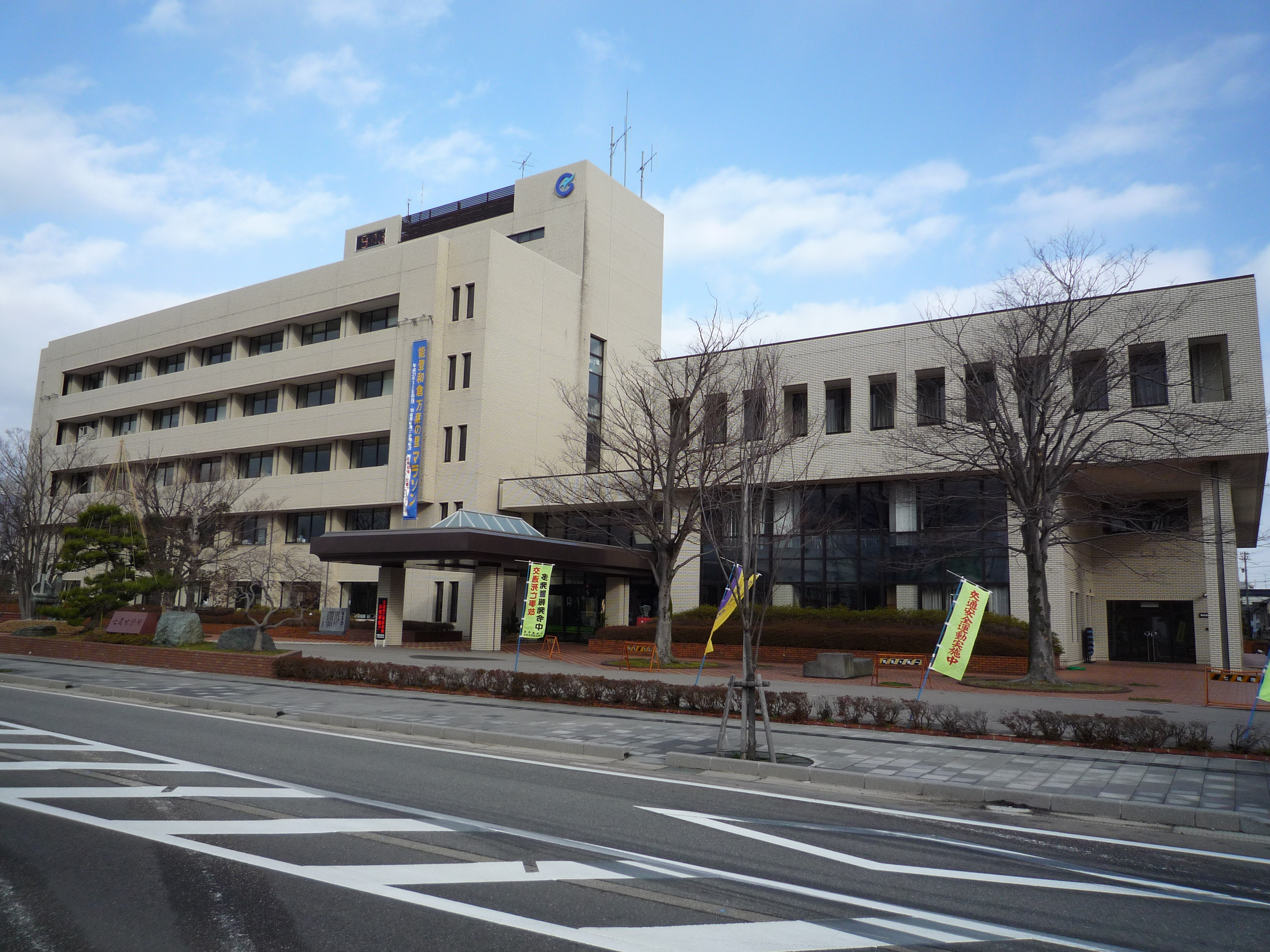
七尾市役所
- ホテルルートイン七尾駅東
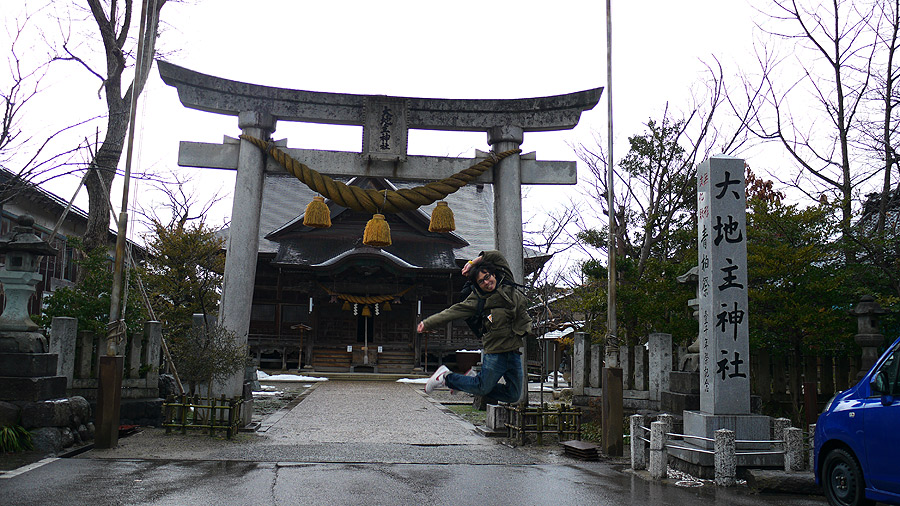
大地主神社
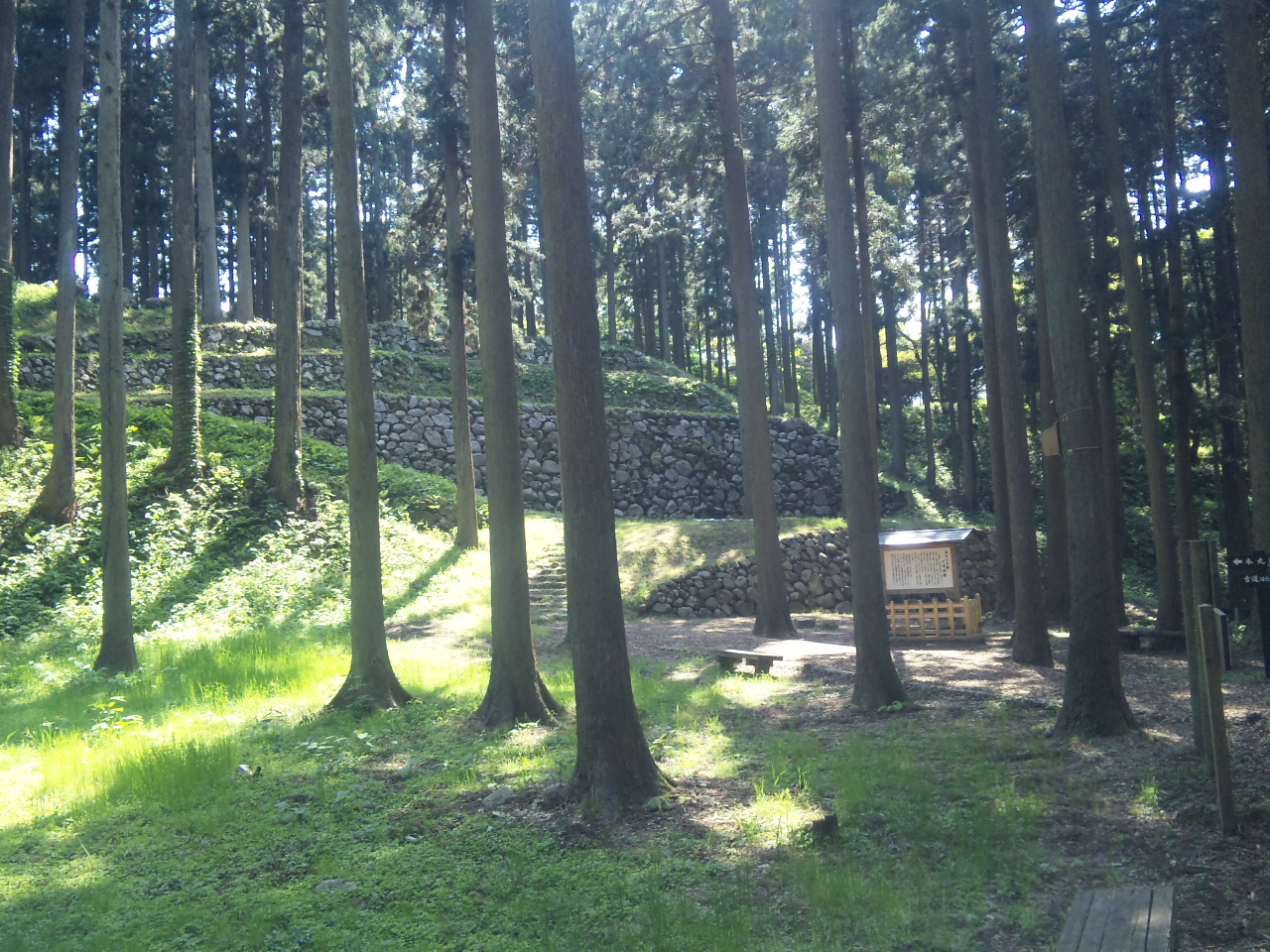
七尾城址

- 七尾市役所
- 大地主神社
- 七尾城址

### 西側
- 石川県七尾美術館
- 石川県立七尾武道館
- 恵寿総合病院
- 公立能登総合病院
- 小丸山公園
- 裁判所（金沢家庭裁判所七尾支部、金沢地方裁判所七尾支部、七尾簡易裁判所）
- 山の寺寺院群

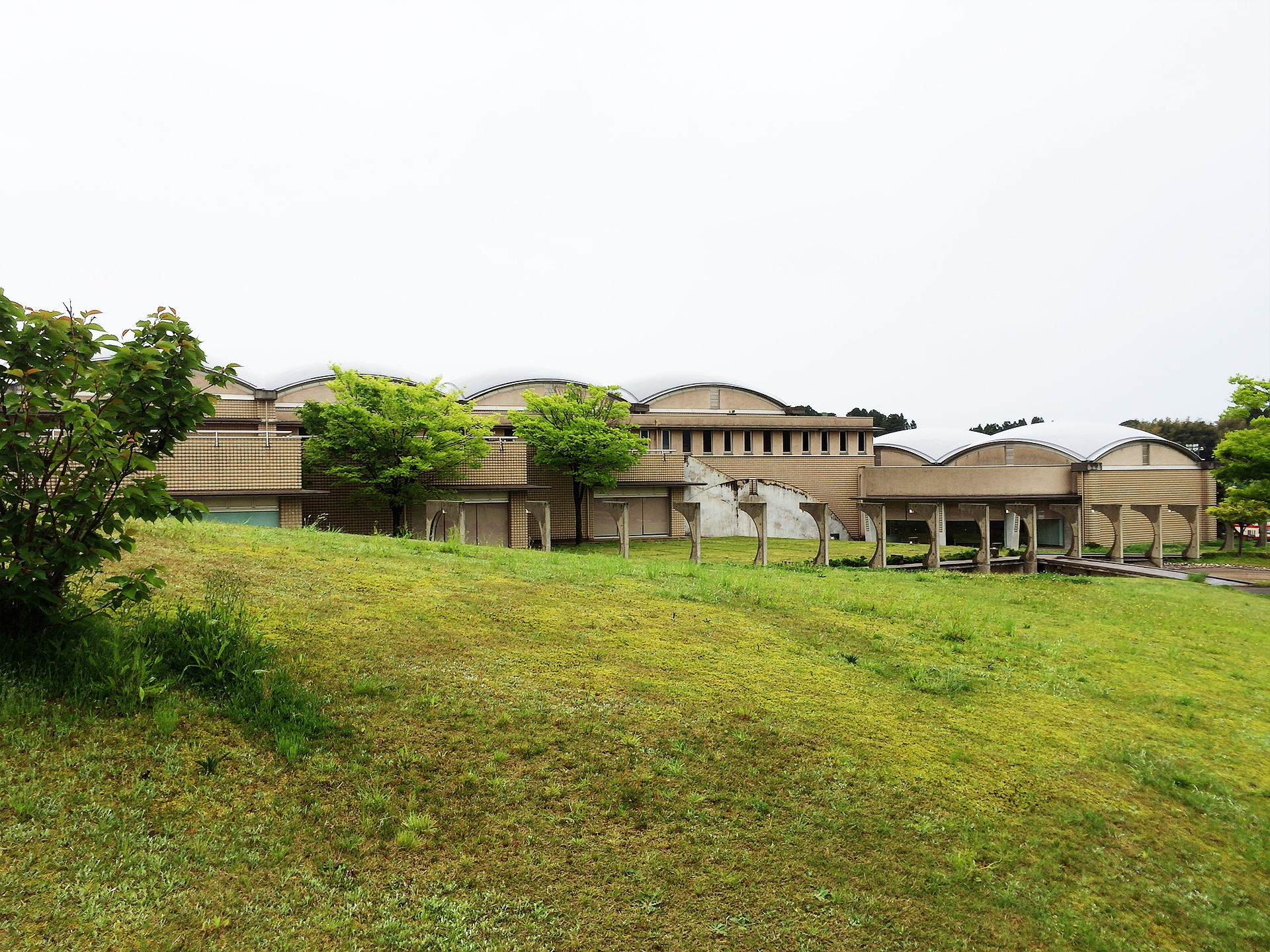
石川県七尾美術館
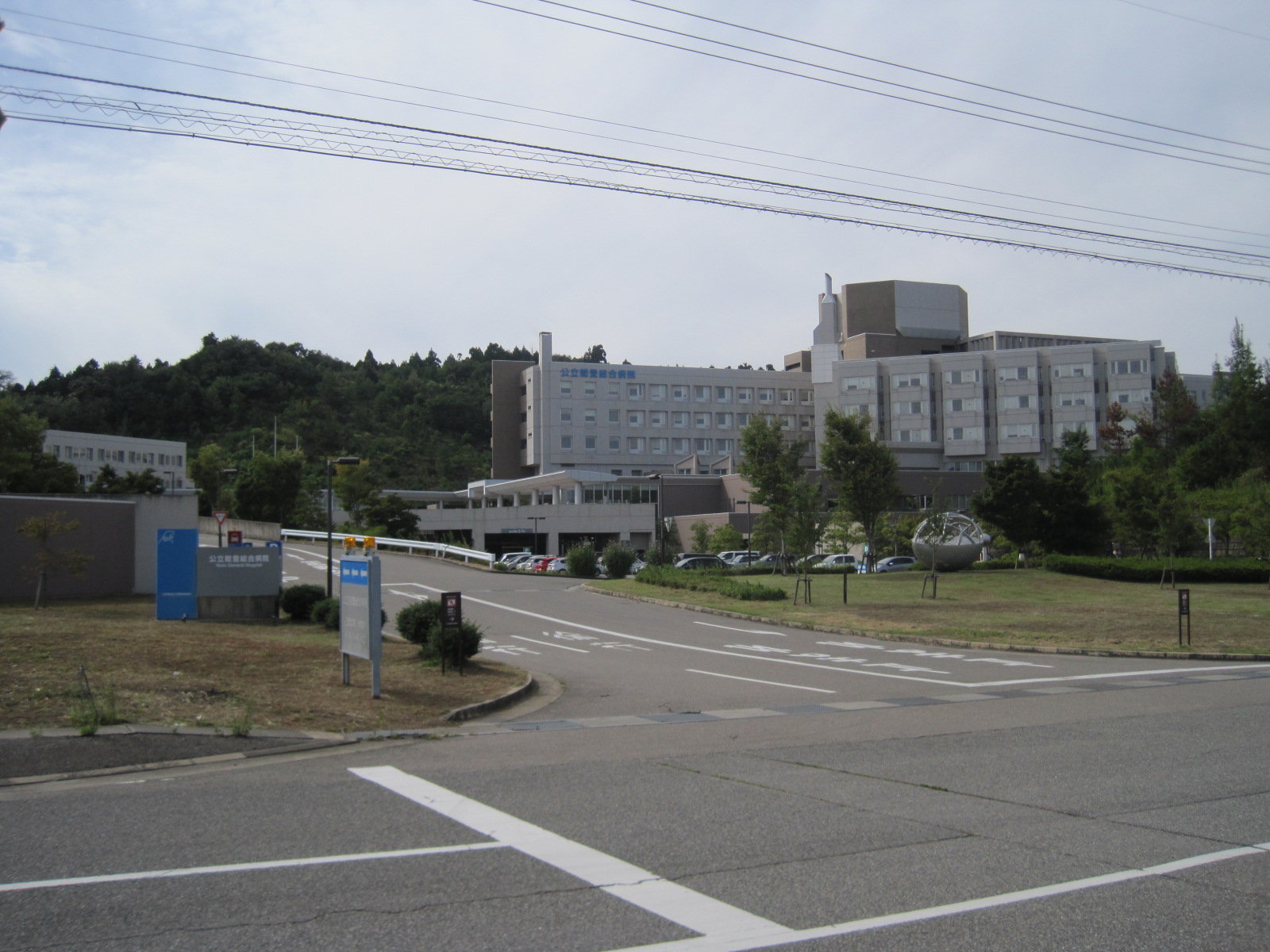
能登総合病院
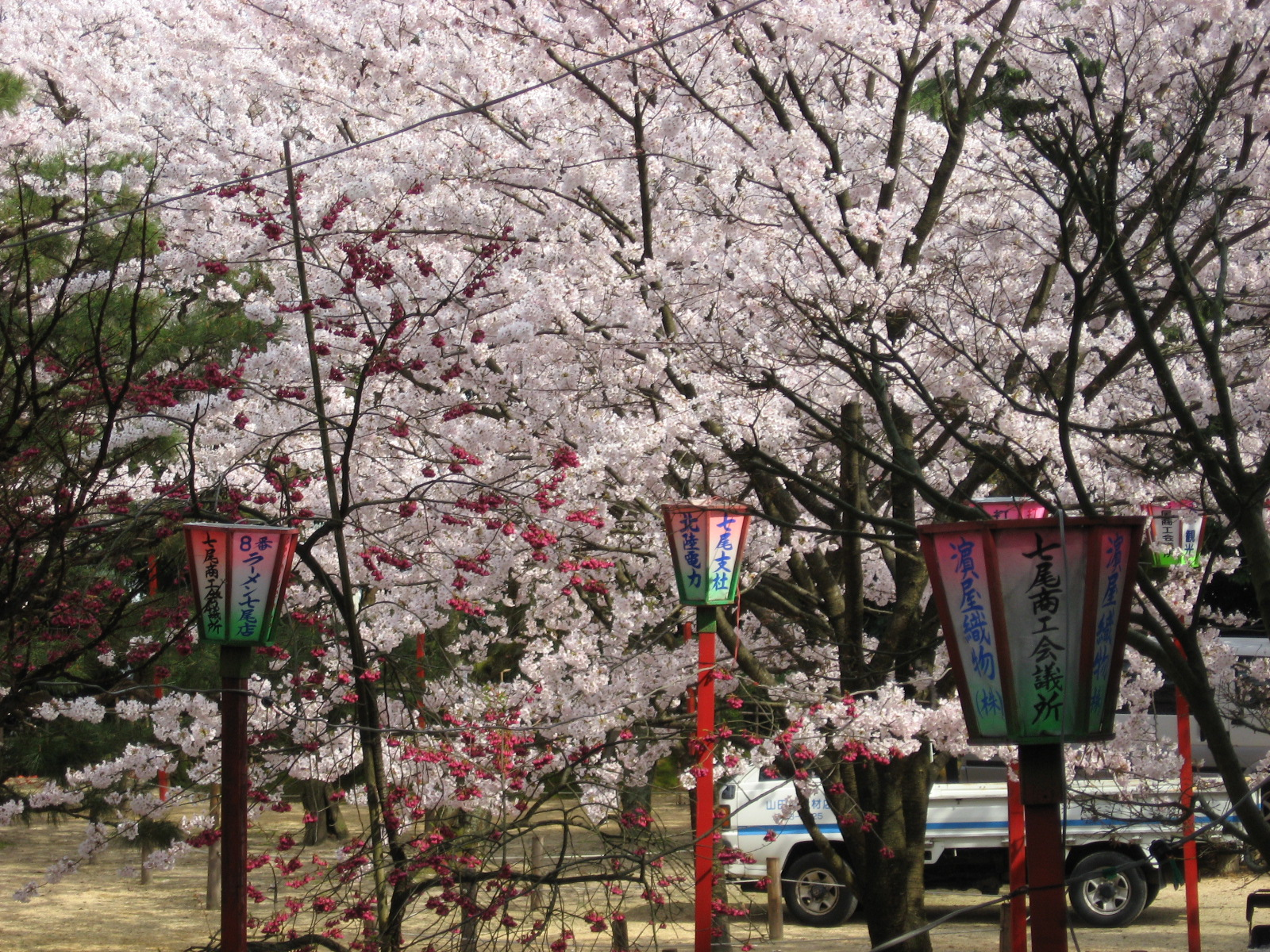
小丸山公園
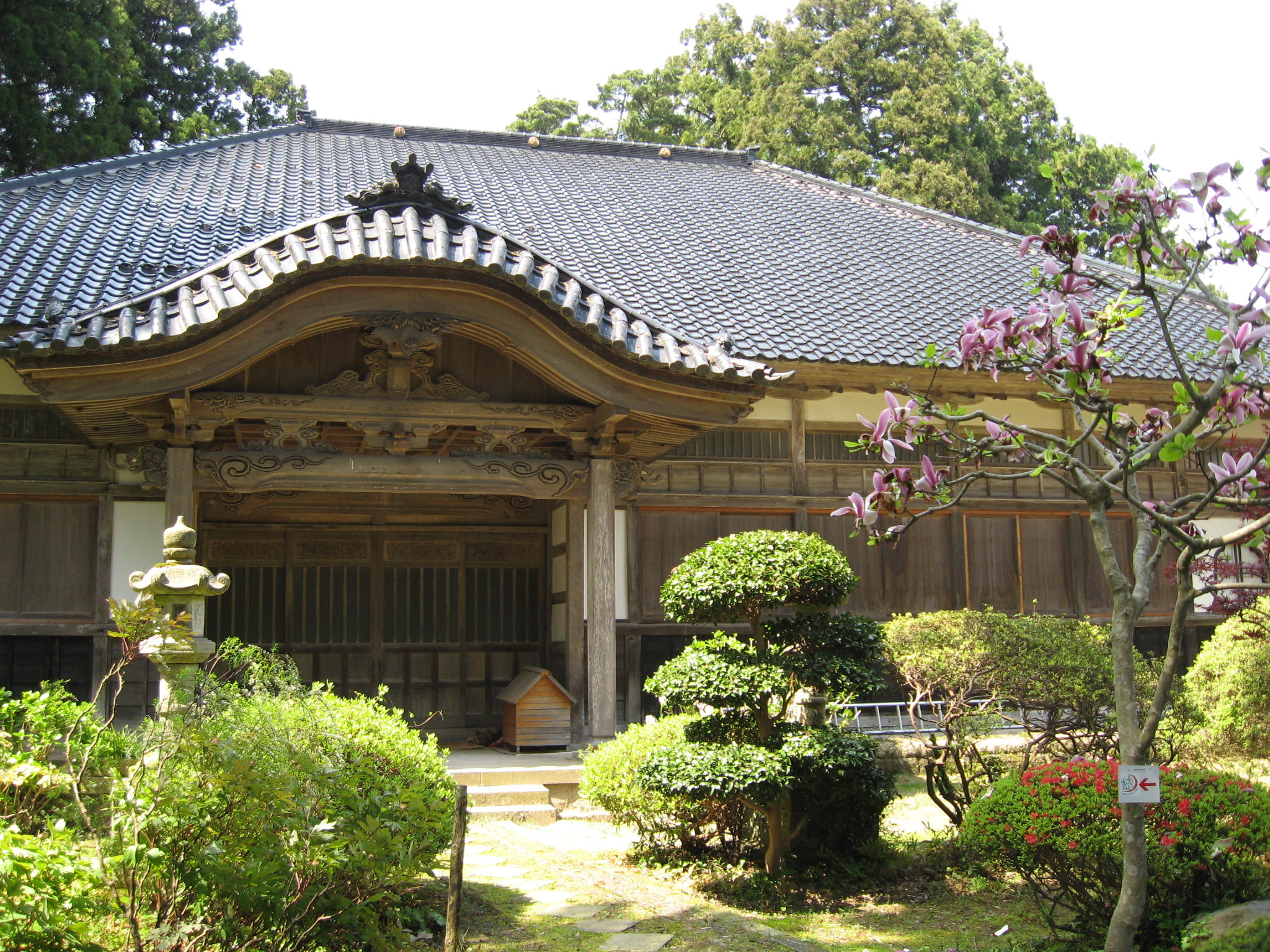
山の寺寺院群

### 南側
- 石川県立七尾高等学校
- 石川県立七尾城北高等学校
- 七尾市立七尾中学校

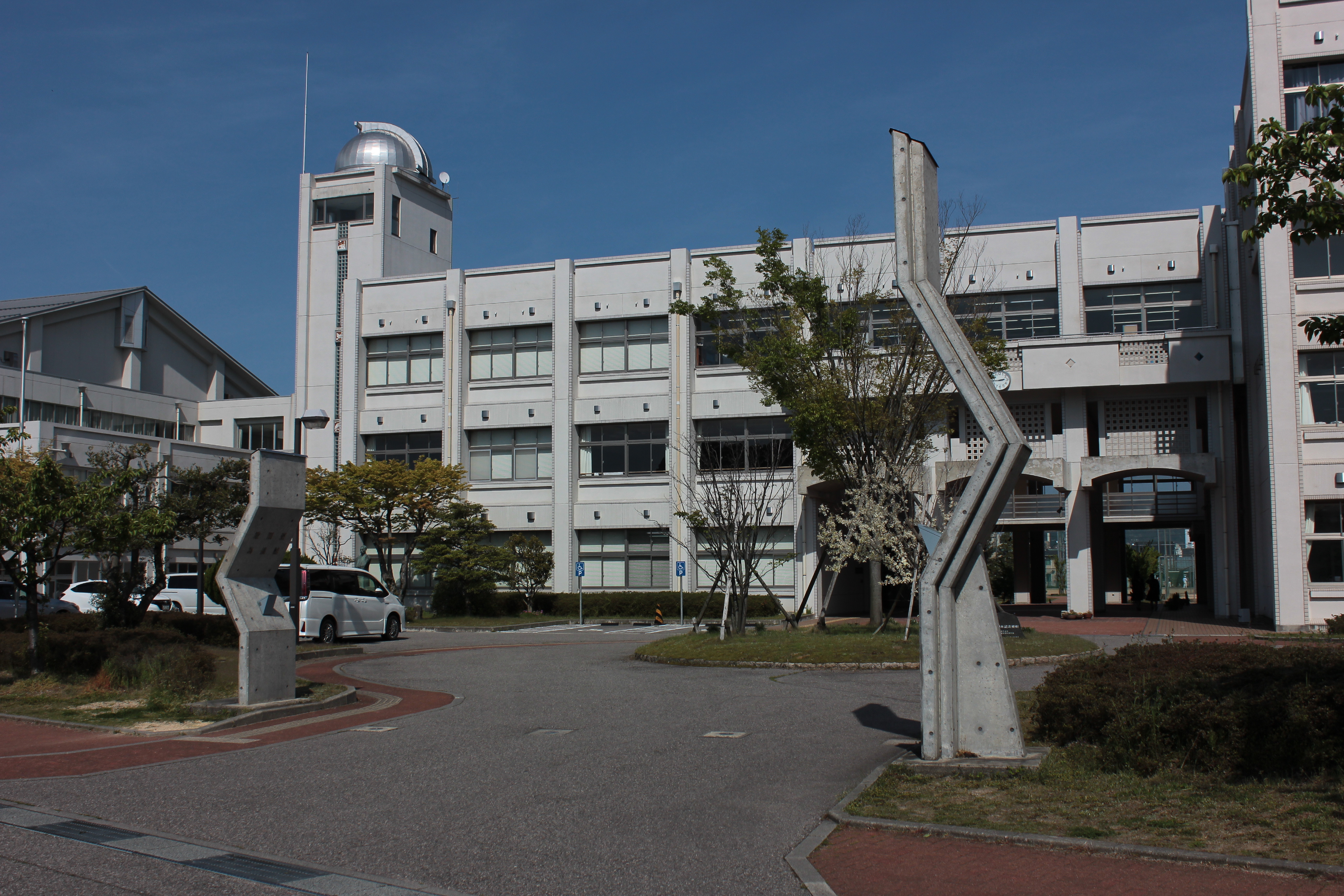
七尾高等学校

### 北側
- 七尾駅前通り（リボン通り）商店街
- 東部商店街
- 中央通商店街
- 一本杉通り商店街
- 七尾銀座通商店街
- 七尾港
- 七尾郵便局
- 北國銀行 七尾支店
- 北陸銀行 七尾支店
- のと共栄信用金庫本店
- 興能信用金庫七尾支店
- 能登食祭市場
- パトリア（専門店街、七尾市役所健康福祉部、七尾市社会福祉協議会）
  - ドン・キホーテ 七尾店
- ミナ.クル（七尾市役所市民課・税務課・水道窓口、七尾市立図書館、大和七尾ショップ、ビジネスホテル、商業施設）
- 花嫁のれん館
- 国道249号
- 石川県道1号七尾輪島線
- 石川県道132号七尾港線

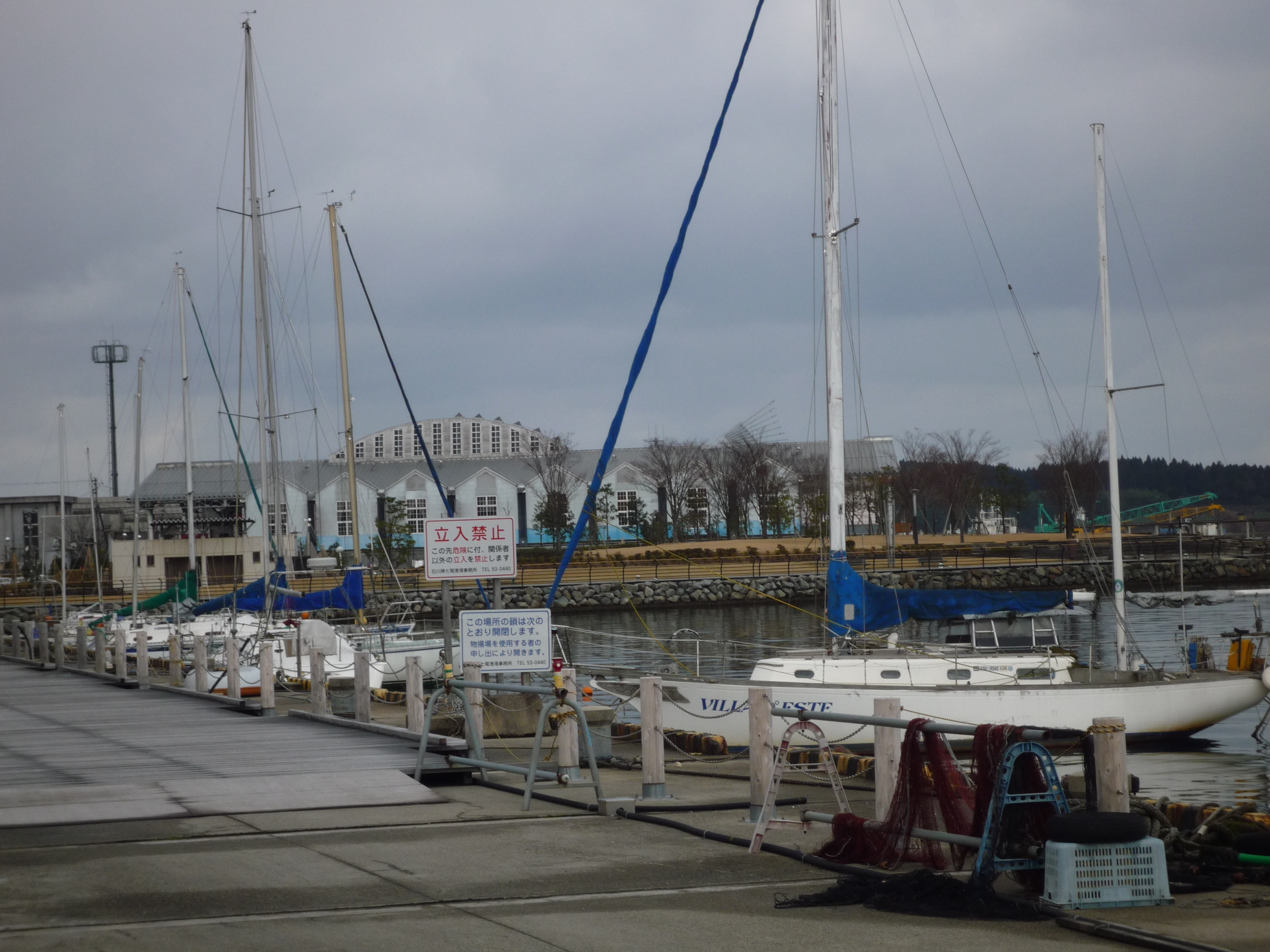
七尾港
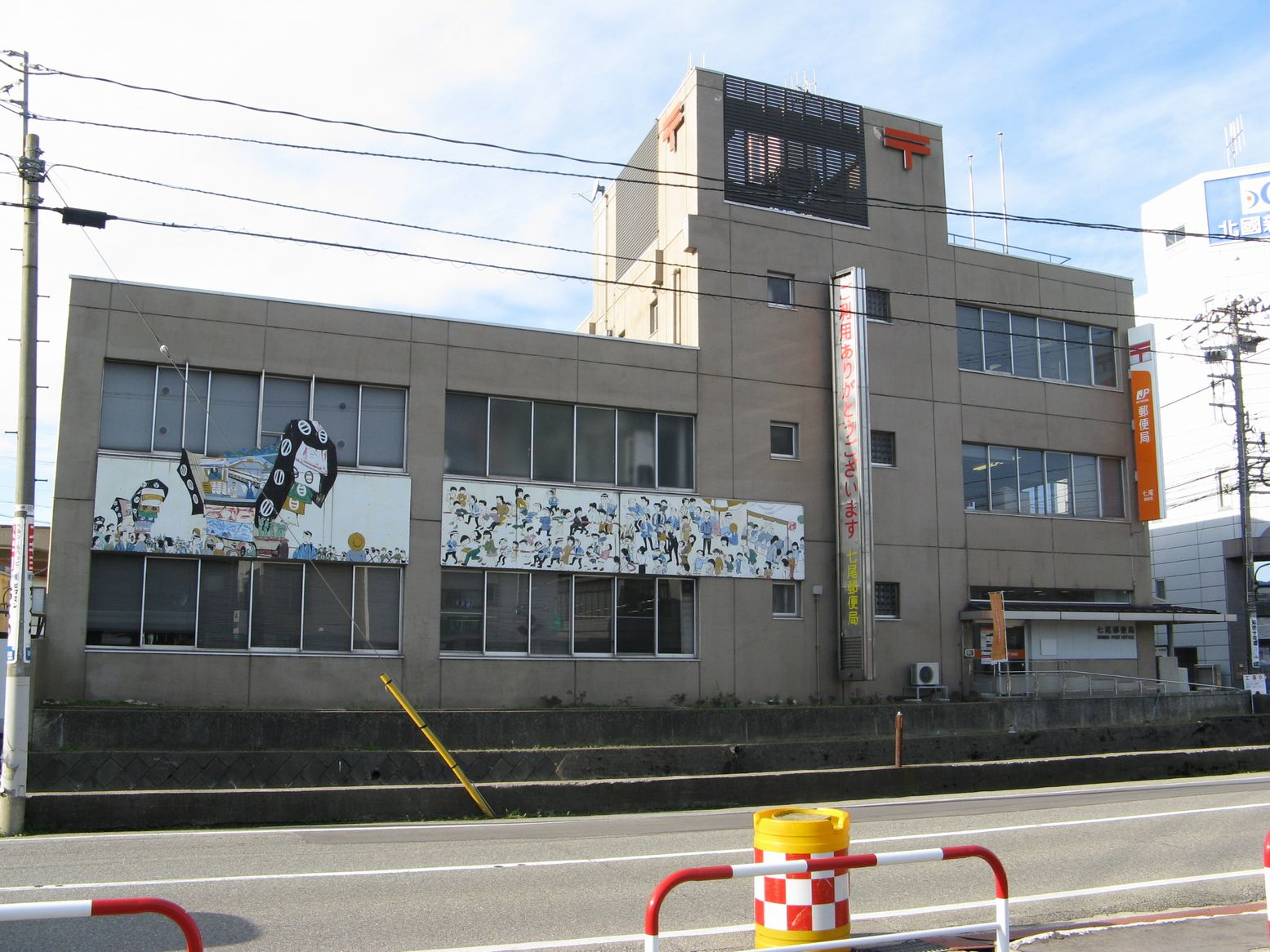
七尾郵便局
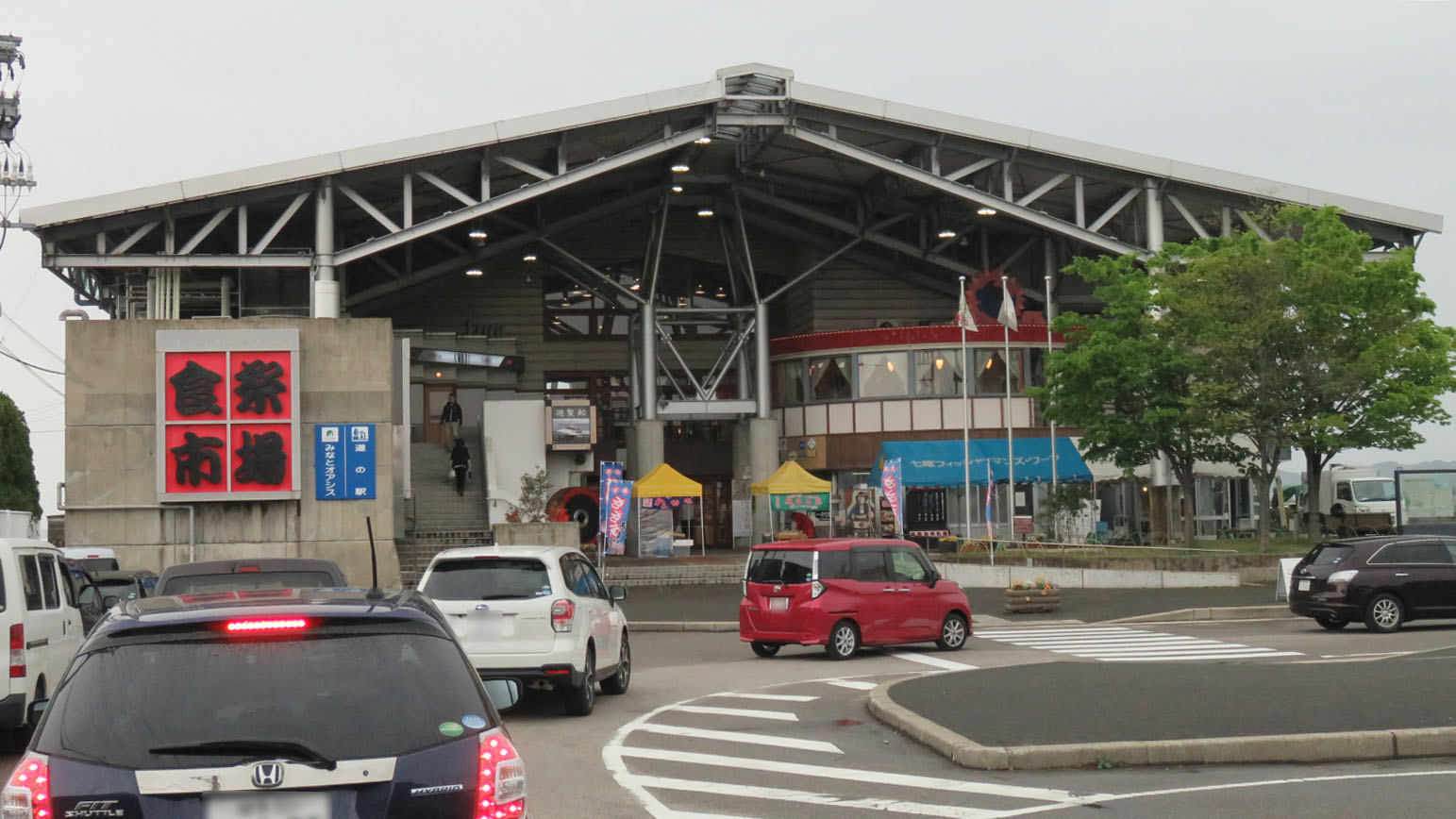
能登食祭市場
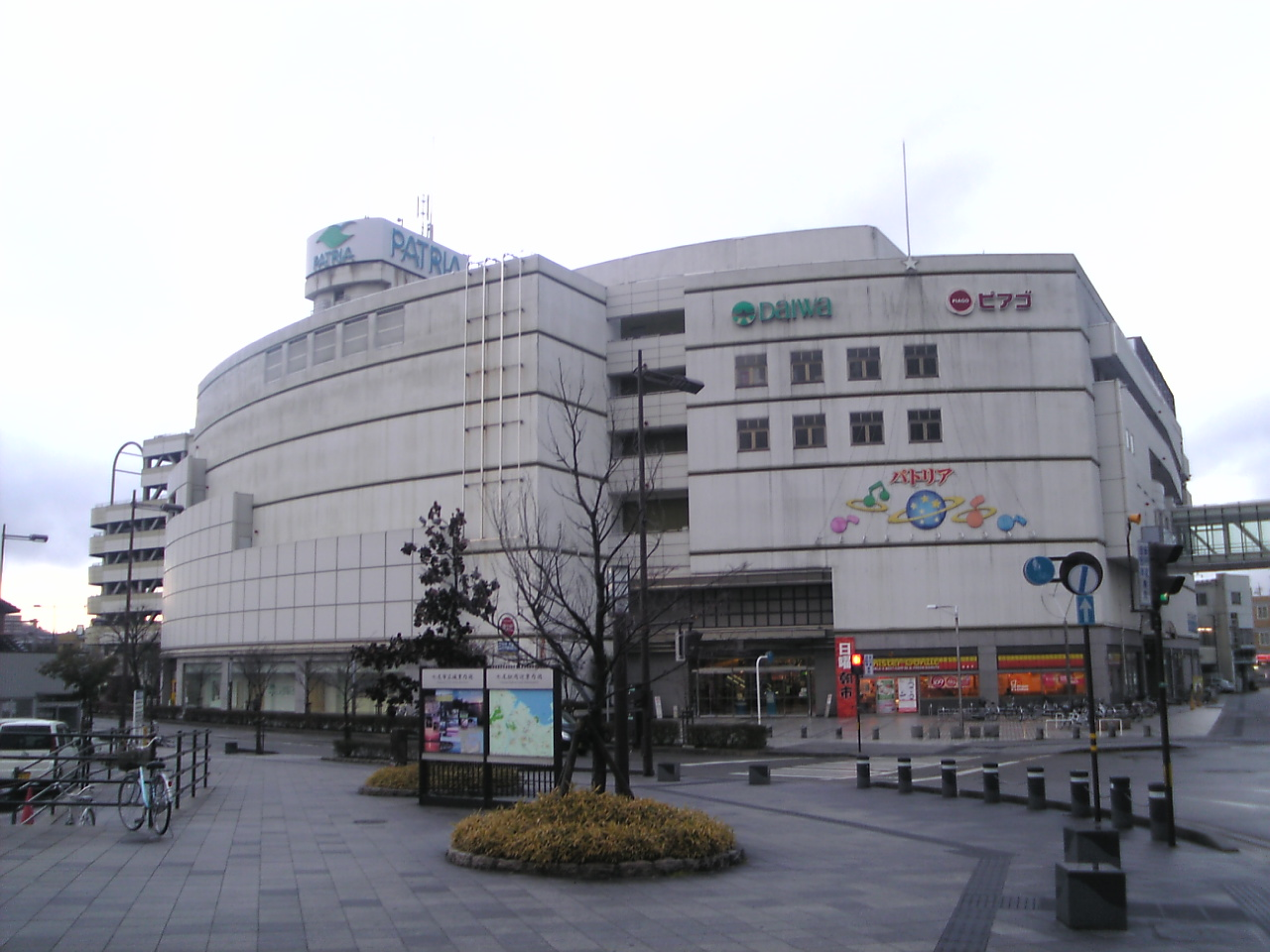
パトリア（改装前）
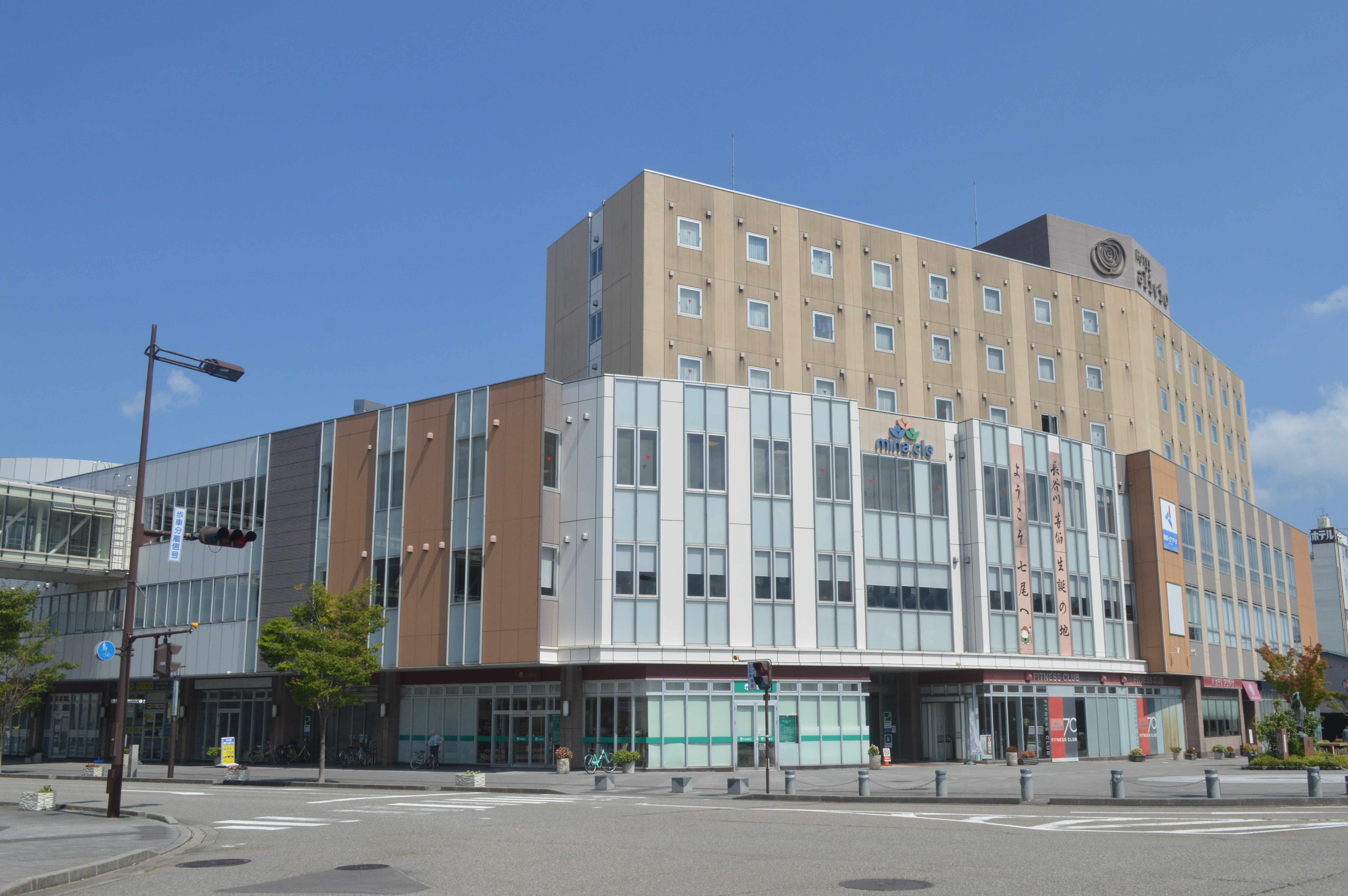
ミナ.クル

## バス路線
駅前バスターミナルは、北鉄能登バスや七尾市コミュニティバスの停留所が7か所（1〜6、Cのりば）設置されている。また、駅周辺には能登島交通・加越能バス・丸一観光の停留所が4か所設置されている。
| のりば                 | 運行事業者             | 停留所名   | 路線・行先 |
| ---------------------- | ---------------------- | ---------- | --- |
| 1                      | （降車場）             | （降車場） | （降車場） |
| 2                      | 北鉄能登バス           | 七尾駅前   | 羽七東（うしちひがし）線：羽咋駅前                                                                                     |
| 3                      | 北鉄能登バス           | 七尾駅前   | 脇線：脇 崎山循環線：湯川先回り / 赤崎先回り                                                                           |
| 4                      | 北鉄能登バス           | 七尾駅前   | 高浜線：志賀中学校 / 七尾中学校 満仁（まに）線：吉田・七原口 三階（みかい）線：サンビーム日和ケ丘 羽七東線：七尾中学校 |
| 5                      | 北鉄能登バス           | 七尾駅前   | 和倉線・羽七東線：能登総合病院                                                                                         |
| 5                      | 七尾市コミュニティバス | 七尾駅     | まりん号：城山ルート（市内循環） ぐるっと7：西コース（市内循環）/ 東コース（市内循環）                                 |
| 6                      | 北鉄能登バス           | 七尾駅前   | 和倉線：石崎漁港 / 和倉温泉                                                                                            |
| C                      | 七尾市コミュニティバス | 七尾駅     | やまびこ号：滝尻車庫前                                                                                                 |
| A(パトリア前)          | 能登島交通             | 七尾駅前   | 曲線：のとじま臨海公園 （大橋駐車場で南線に、マリンパーク島の湯で祖母ヶ浦線に連絡）                                    |
| (七尾駅北交差点北側)   | 能登島交通             | 七尾駅前   | 曲線：公立能登総合病院                                                                                                 |
| B(ミナ.クル前)         | 北鉄能登バス           | 七尾駅前   | （降車専用） 羽七東線：七尾駅前 / 七尾中学校 / 公立能登総合病院 脇線：七尾駅前 崎山循環線：七尾駅前 / 能登総合病院     |
| B(ミナ.クル前)         | 七尾市コミュニティバス | ミナ.クル  | まりん号：等伯ルート（市内循環）                                                                                       |
| B(ミナ.クル前)         | 丸一観光               | 七尾駅     | WILLER EXPRESS：新宿駅西口・東京ディズニーランド / 東京駅・東京ディズニーシー                                          |
| (駅前バスターミナル横) | 加越能バス             | 七尾駅前   | わくライナー：高岡駅前                                                                                                 |

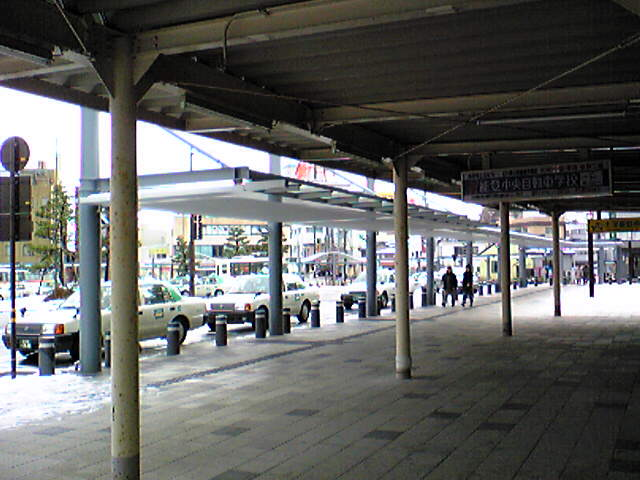
駅前タクシーのりば
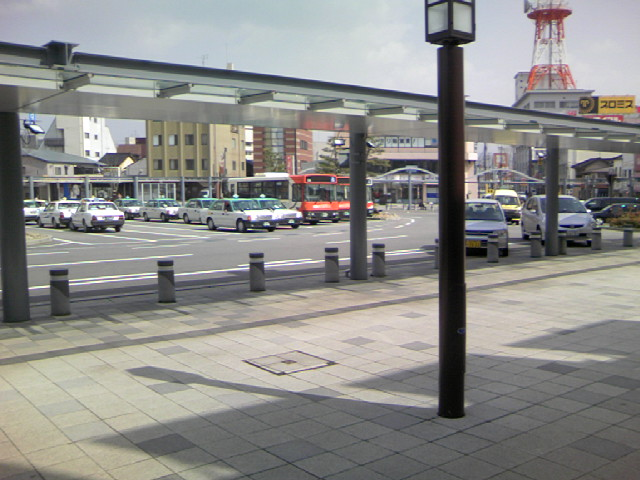
駅前ロータリー・バスターミナル

## 隣接駅
※特急「能登かがり火」、「花嫁のれん」の隣の停車駅は列車記事を参照のこと。
西日本旅客鉄道（JR西日本）
■七尾線
徳田駅 - 七尾駅 - *（小島信号場） - 和倉温泉駅
- 打消線は廃止信号場
  - 七尾駅 - 和倉温泉駅間はJR線としては特急列車のみ運行

のと鉄道
七尾線
七尾駅 - 和倉温泉駅

### かつて存在した路線
日本国有鉄道
七尾線貨物支線（七尾港線）
七尾駅 - 七尾港駅